# وزارت دادگستری جمهوری بلاروس
وزارت دادگستری جمهوری بلاروس (به بلاروسی: Міністэрства юстыцыі Рэспублікі Беларусь) یکی از وزارتخانه‌های دولت بلاروس می‌باشد که توسط وزیر دادگستری اداره می‌شود.